# 切爾諾希采

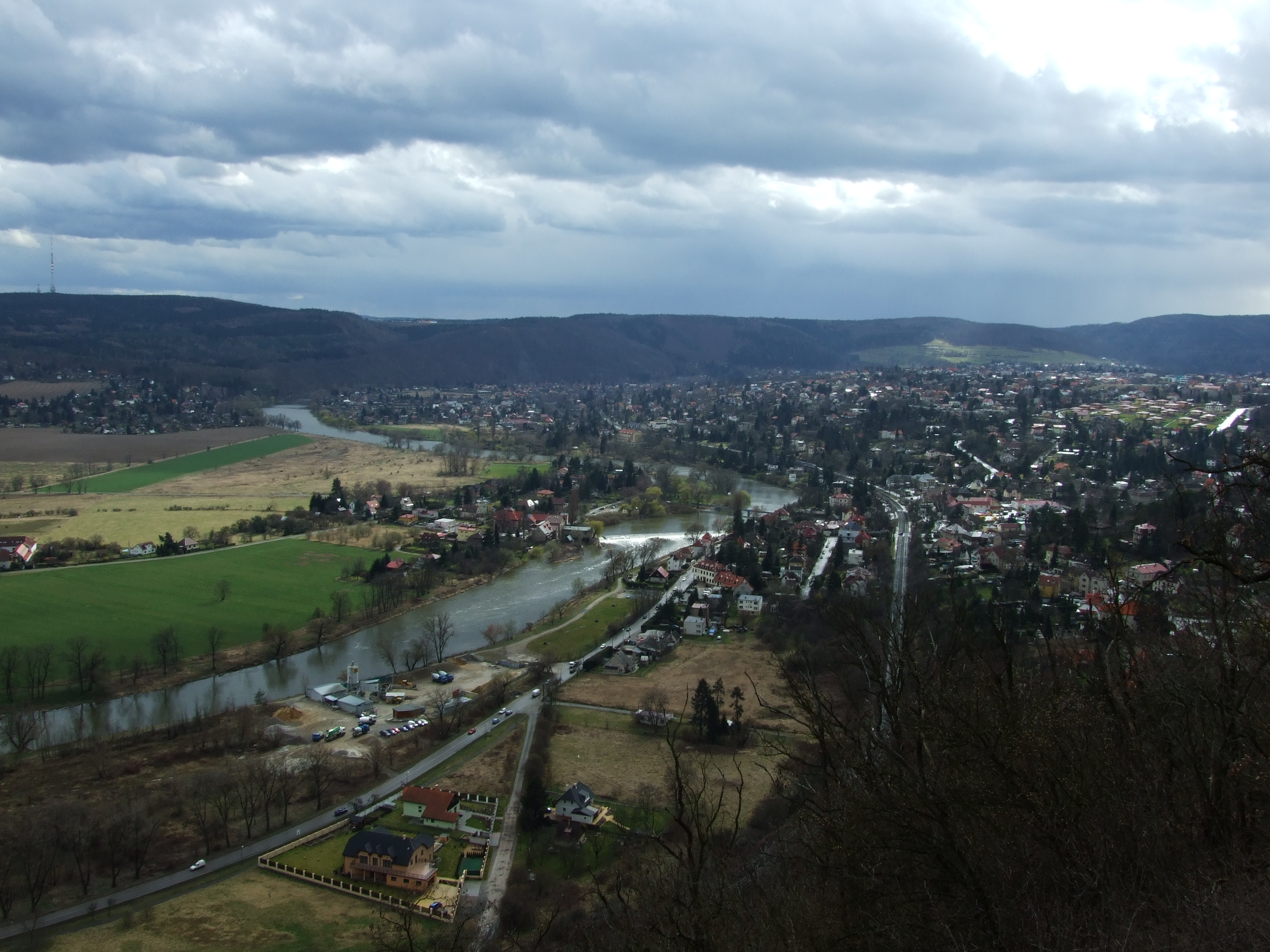

切爾諾希采是捷克的城鎮，位於該國西部貝龍卡河畔，距離首都布拉格5公里，由中波希米亞州負責管轄，面積9.06平方公里，海拔高度211米，2011年人口共6,379。

## 外部連結
- （捷克文） Official page of civil society in Černošice
- （捷克文） Official Černošice page（页面存档备份，存于）
- （捷克文） Unofficial page